# Смурфики (фільм)
«Смурфики» (англ. «The Smurfs», фр. «Les Schtroumpfs» — штрумфики) — американський анімаційний сімейний 3D-фільм 2011 року. Сюжет базований на основі коміксів про смурфів. Фільм вийшов в США 29 липня, в Україні 11 серпня 2011.
До фільму 2 серпня 2013 року вийшов сиквел.

## Опис
Рятуючись від злого чарівника Гаргамеля, крихітні смурфики опиняються за межами рідного села. Зі свого чарівного світу вони потрапляють прямо у наш світ, а саме в Центральний парк міста Нью-Йорк. Тепер маленьким відважним смурфикам належить відшукати дорогу додому і не потрапити в лапи Гаргамеля.

## У ролях
Жива гра акторів:
- Ніл Патрік Гарріс — Патрік Уінслоу
- Джейма Мейс — Грейс Уінслоу
- Генк Азарія — Гаргамель
- Софія Вергара — Оділлія
- Тім Ганн — Генрі

Актори озвучення (в англомовній версії):
- Джонатан Вінтерс — Папа Смурф
- Кеті Перрі — Смурфетта
- Фред Армізен — Розумник смурф
- Алан Каммінг
- Антон Єльчін
- Джордж Лопез

А також Джефф Фоксворті, Пол Рубенс, Гері Басараба, Джон Олівер, Кенан Томпсон, Бенджамін Джозеф Новак, Джоель МакКрері, Вульфганг Панк, Джон Кассір, Том Кейн та Френк Велкер (озвучення інших, другогрядних смурфів).

## Український дубляж
Фільм дубльовано студією «Le Doyen» на замовлення компанії «B&H Film Distribution» у 2011 році.
- Перекладач та режисер дубляжу — Олекса Негребецький
- Звукорежисери — Михайло Угрин, Дмитро Мялковський
- Координатор проєкту — Марина Булаковська
- Диктор — Андрій Мостренко
- Ролі дублювали:
- Генк Азарія / Ґарґамель — Юрій Коваленко
- Кетті Перрі / Смурфекта — Ольга Фреймут
- Незграбко — Андрій Федінчик
- Вмійко — Олександр Погребняк[3]:
- Ніл Патрік Гарріс — Юрій Кудрявець

А також: Михайло Жонін, Матвій Ніколаєв, Назар Задніпровський, Віталій Дорошенко, Аліна Проценко, та інші.

## Вихід на екрани

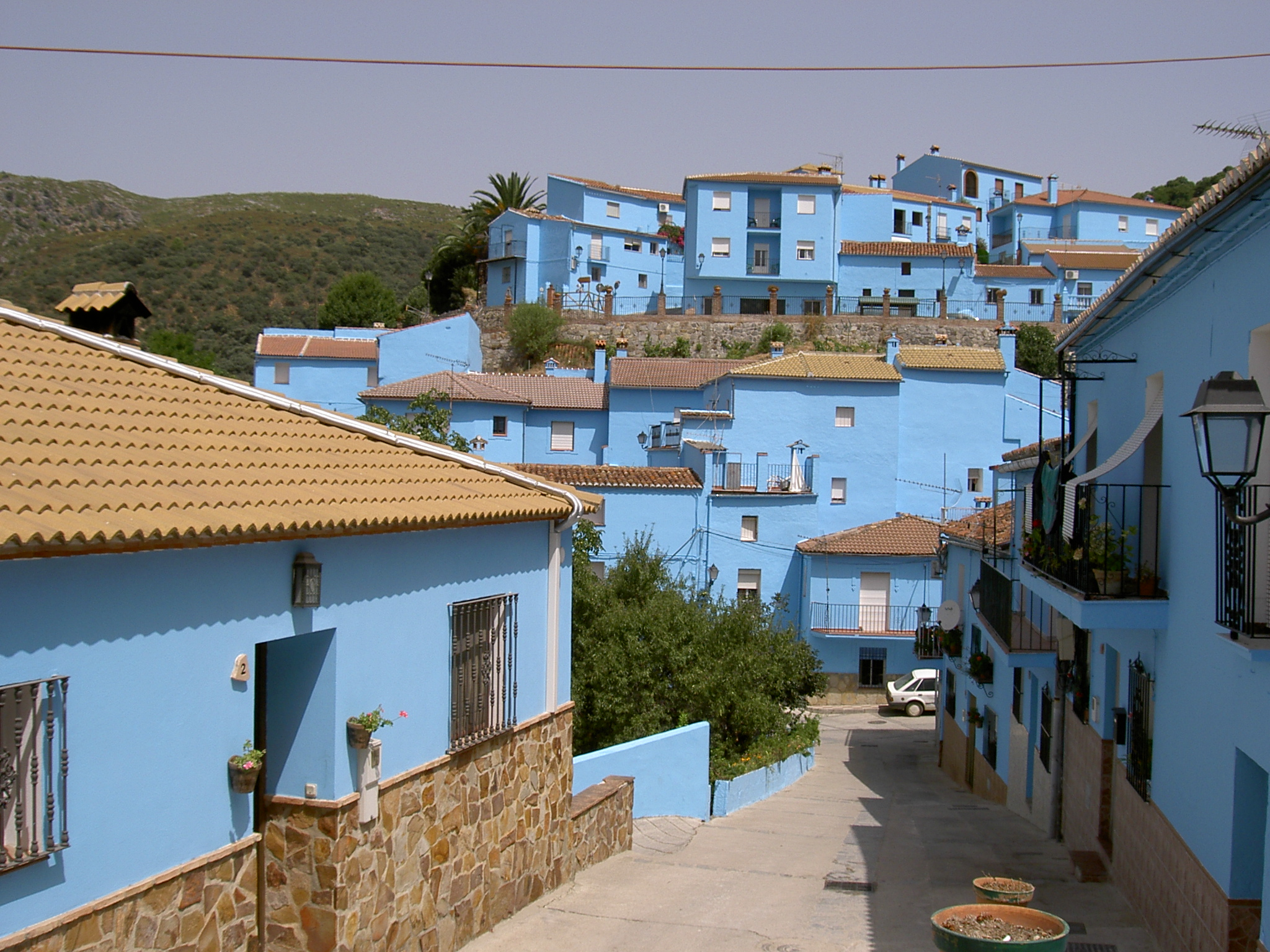
Блакитне село Хускар

Фільм мав свою всесвітню прем'єру 16 червня 2011, у Хускарі — маленькому селі в Іспанії. Щоб відсвяткувати прем'єру, все село, в тому числі церкви та інші історичні будівлі були пофарбовані у синій колір. Дванадцять місцевих художників використовували 4000 літрів синього кольору, щоб перетворити традиційно білий Хускар в перше у світі Село смурфів (англ. Smurf Village). Попри те, що компанія Sony пообіцяла відновити село до свого колишнього вигляду, через шість місяців після прем'єри, жителі Хускару проголосували, за те, щоб зберегти синій колір, що приніс їхньому містечку понад 80000 туристів.
У США, фільм повинен був вийти 17 грудня 2010, але вихід відклали до 29 липня 2011 року аби уникнути конкуренції з такими фільмами як: Ведмідь Йогі і Трон: Спадок. Але потім фільм був ще тимчасово відкладений до 3 серпня 2011 через те, що Sony спільно з маркетинговими партнерами в Сполучених Штатах і Канаді, рекламували фільм через Хеппі Макдональдс і поштові марки Foods.

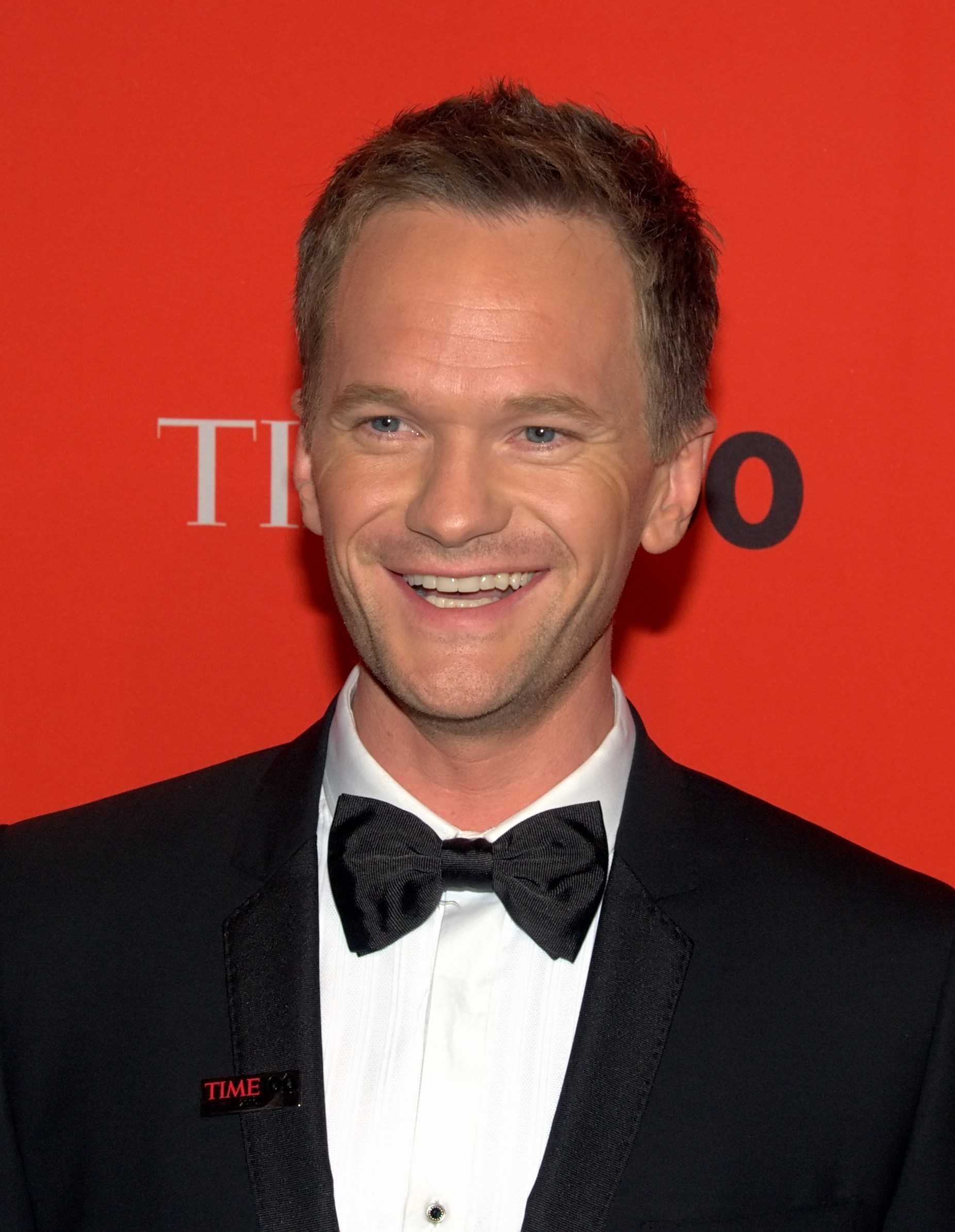
Актора Ніла Патріка Харріса хвалили за його роботу у фільмі, хоча фільм мав негативні відгуки

## Критика
Фільм отримав переважно негативні відгуки від кінокритиків. Огляд агрегатор Rotten Tomatoes повідомляє, що 22 % з 116 критиків дали фільму позитивний відгук, а середня оцінка 4 бали з 10 можливих.
Metacritic, який призначає середньозважену оцінку з 100 можливих балів від панівних критиків, дав фільму 30 балів на основі 22 відгуків.